# Ilińce (gmina)
Gmina Ilińce – dawna gmina wiejska funkcjonująca w latach 1941–1944 pod okupacją niemiecką w Polsce. Siedzibą gminy były Ilińce.
Gmina Ilińce została utworzona przez władze hitlerowskie z terenów okupowanych przez ZSRR w latach 1939–1941, stanowiących przed wojną zniesioną gminę Zabłotów w powiecie kołomyjskim w woj. stanisławowskim.
Gmina weszła w skład powiatu kołomyjskiego (Kreishauptmannschaft Kolomea), należącego do dystryktu Galicja w Generalnym Gubernatorstwie. W skład gminy wchodziły miejscowości: Borszczów, Chlebiczyn Polny, Ilińce, Trościaniec i Trójca.
Po wojnie obszar gminy włączono do ZSRR.